# Tuathal Teachtmhar
Túathal Teachtmhar o Techtmar (fl. I-II secolo) è stato un leggendario re supremo d'Irlanda, che avrebbe regnato nel I o nel II secolo.
Il suo nome deriva dal celtico *Teuto-valos ("leader della tribù" o "del popolo"), mentre il suo epiteto significa "il Legittimo". Era antenato, attraverso il nipote Conn delle Cento Battaglie, degli Uí Néill e dei Connachta.

## Leggenda
Tuathal era figlio di un re supremo che era stato deposto da una rivolta. La fonte più antica su questo personaggio, un poema di IX secolo scritto da Mael Mura di Othain, dice che il padre, Fiacha Finnfolaidh, era stato detronizzato da quattro re provinciali: Éllim dell'Ulster, Sanb (figlio di Cet mac Mágach) del Connacht, Foirbre del Munster e Eochaid Ainchenn del Leinster. A prendere il potere supremo fu Éllim, il cui regno fu funestato dalla fame, che venne scagliata dagli dèi come punizione per aver ripudiato il legittimo re. Tuathal, aiutato dai fratelli Fiacha Cassán e Findmall e dai loro 600 uomini, marciò sulla capitale, Tara, e sconfisse Éllim nella battaglia di Achall. Sconfisse poi anche i Ligmuini, i Gailióin, i Fir Bolg, i Fir Domnann, gli Ulaid, i Muma, i Fir Ól nÉcmacht e gli Érainn. Riunì poi la nobiltà irlandese a Tara per creare una grande alleanza. Versioni più tarde di questa storia eliminano il coinvolgimento della nobiltà provinciale nella rivolta, ascrivendola ai contadini irlandesi.
Il Libro delle invasioni aggiunge altri dettagli sull'esilio di Tuathal. La madre Eithne, figlia del re di Alba (nome che in origine indicava la Britannia e in seguito la Scozia), era incinta quando Fiacha venne detronizzato e fuggì nella sua terra natale, dove diede alla luce Tuathal. Venti anni dopo Tuathal e la madre tornarono in Irlanda, dove, dopo essersi uniti a Fiacha Cassán e Findmall, marciarono su Tara per riconquistare la corona.
Anche gli Annali dei Quattro Maestri menzionano di una simile rivolta avvenuta poche generazioni prima e guidata da Cairbre Cinnchait, nell'anno della morte del re supremo Crimthann Nia Náir, anche se la morte di quest'ultimo sembra collegata alla ribellione di Cairbre. In questo caso è il figlio di Crimthann, Feradach Finnfechtnach, il futuro sovrano che scappa ancora nel grembo della madre. Nonostante ciò, gli Annali sostengono che sia tornato a reclamare il trono appena cinque anni dopo. È abitudine degli Annali tentare di volgere la leggenda in storia, anche se in questo caso il tentativo è inconsistente e non convince.
Seathrún Céitinn unisce le due rivolte in una: secondo lui, Crimthann dà il trono direttamente al figlio Feradach, mentre Cairbre Cinnchait, che discenderebbe da Fir Bolg, è il leader della rivolta che spodestò e uccise Fiacha. Cairbre regna cinque anni, muore di peste e a lui succedette Éllim, che regnò 20 anni. A prevalere, dopo il ritorno, è il giovane Tuathal, che sbarca con le sue truppe a Inber Domnainn (baia di Malahide). Unitosi a Fiacha Cassán, a Findmall e ai loro predoni, Marcia su Tara, dove viene proclamato re. Éllim gli dà battaglia sulla collina di Achall, nei pressi della città, ma viene sconfitto e ucciso.
Tuathal combatté 25 battaglie contro l'Ulster, 25 contro il Leinster, 25 contro il Connacht e 35 contro il Munster. Dopo aver sottomesso l'intero paese, convocò tutti i signori a Tara, dove stabilì le leggi e inglobò terre dalle quattro province per creare quella centrale di Míde (Meath), attorno a Tara, che divenne il territorio del re supremo. Costruì quattro fortezze a Meath: Tlachtga, dove i druidi sacrificavano alla vigilia di Samhain, Uisneach, dove veniva celebrata la festa di Beltaine, Tailtiu, dove si celebrava Lughnasadh e Tara. Fece guerra al Leinster, bruciò la fortezza di Aillen (Knockaulin) e impose il bórama (un pesante tributo in bovini) alla provincia. Tuathal, o la moglie Baine, avrebbero costruito la fortezza collinare dell'età del Ferro di Ráth Mór (Clogher, contea di Tyrone). Tuathal morì combattendo contro Mal, re dell'Ulster, a Mag Line (Moylinny, nei pressi di Larne, contea di Antrim). In seguito fu vendicato dal figlio Fedlimid Rechtmar.

## Contesto storico

### Cronologia
Gli Annali dei Quattro Maestri datano l'esilio di Tuathal al 56 d.C., il suo ritorno al 76 e la sua morte al 106. Il Foras Feasa ar Érinn di Seathrún Céitinn più o meno concorda, datando l'esilio al 55, il ritorno all'80 e la morte al 100. Il Libro delle invasioni lo colloca cronologicamente poco dopo, sincronizzando il suo esilio al regno dell'imperatore romano Domiziano (81-96), il suo ritorno agli inizi di quello di Adriano (122-138) e la sua morte al regno di Antonino Pio (138-161).

### Il primo dei goidelici?
Lo studioso T. F. O'Rahilly ha suggerito che, come in molte altre storie di "ritorno dall'esilio", dietro alla figura di Tuathal ci sarebbe in realtà l'invasione di un intero popolo, che stabilì una dinastia in Irlanda, a cui poi si cercò di dare una patente di legittimità. La cronologia di questa storia colloca Tuathal nel periodo dell'invasione dei goidelici, che soppiantarono la popolazione precedente, introdussero la lingua Q-celtica, che poi si evolverà nell'irlandese, e che crearono delle genealogie che comprendono molte dinastie irlandesi e antenati mitici e divini, risalendo indietro fino a Míl Espáine.

### Romani in Irlanda?
Sulla base della cronologia che la tradizione propone per Tuathal, c'è chi ha chiamato in causa i romani. Nel suo De vita et moribus Iulii Agricolae Tacito afferma che suo suocero Gneo Giulio Agricola, mentre era governatore della Britannia (78 - 84 d.C.), accolse un principe irlandese in esilio e che prese ciò a pretesto per pianificare una conquista dell'Irlanda, che comunque non avvenne mai. Tuttavia, recenti scavi archeologici hanno portato alla luce manufatti romani e romano-britannici in molti siti associati a Tuathal, come Tara e Clogher. Ciò proverebbe più che altro l'esistenza di rapporti commerciali e diplomatici, anche se c'è chi ha ipotizzato che i romani potrebbero aver aiutato Tuathal, o qualcuno come lui, a riconquistare il trono, così da avere un potente alleato irlandese, che fosse capace di porre fine alle scorrerie irlandesi in Britannia. Ad esempio il poeta romano Giovenale (II secolo), che potrebbe aver servito in Britannia sotto il comando di Agricola, afferma che "le armi furono portate oltre le coste irlandesi". Inoltre, Tacito dice che nell'81 Agricola attraversò il mare e sconfisse popoli fino ad allora sconosciuti ai romani, anche se poi non specifica di quale mare si tratti. Per molti studiosi sarebbe il Clyde o il Forth. Ma va notato come dopo quest'affermazione si parli ampiamente dell'Irlanda: Agricola fortificò la costa britannica che guardava verso l'Irlanda e Tacito ricorda che il suocero diceva spesso che quest'isola poteva essere conquistata con una sola legione e poche truppe ausiliarie. C'è quindi chi pensa che la traversata e lo scontro con popoli sconosciuti ai romani di cui parla Tacito si riferiscano a una qualche spedizione punitiva o esplorativa di Agricola in Irlanda.
Va anche ricordato come il geografo di II secolo Claudio Tolomeo parli della presenza dei briganti in Irlanda: costoro erano una tribù ribelle della Britannia, sottomessa da Agricola. La nobiltà spossessata potrebbe essere stata reclutata per l'invasione di Tuathal, oppure potrebbero essere stati spinti a ciò proprio da romani, che in questo modo si sarebbero liberati di loro. Altri nomi di tribù dell'Irlanda sud-orientale, come i Domnainn (correlati ai Dumnoni di Britannia) e i Menapi (tribù presente anche nella Gallia Belgica) potrebbero risalire a questa invasione.

## Albero genealogico della famiglia di Tuathal
```
  Lughaidh Riabh Dearg
  |
  |
  Criomhtann Nia Nair
  |
  |
  Fearadhach Fionn Feachtnach
  |
  |__________
  |         |
  |         |
  Aonghus   Fiachaidh Fionnolaidh
            |
            |
            Fearadhach Fionn Feachtnach/Tuathal Teachtmhar
            |
  __________|_________________________________________________
  |            |                         |
  |            |                         |
  Fiacha Mor   Feidhlimidh Cris Airgid   Feidhlimidh Reachtmhar
                                         |
  _______________________________________|_____________________
  |                 |     |        |          |               |
  |                 |     |        |          |               | 
  Conn Cétchathach  Caol  Crionna  Eochaidh   Fiacha Suighe   Fiacha Raoighe
  |                                           |
  |                                           |
 I 
Connachta
                           
Dal Fiachrach Suighe
```

### Altri sovrani supremi tornati dall'esilio
- Labraid Loingsech
- Lugaid mac Con